# بير جوهانسون
بير جوهانسون (بالسويدية: Per Johansson)‏ (6 أبريل 1989 بأوربرو في السويد - ) هو لاعب كرة قدم سويدي في مركز الدفاع. لعب مع نادي أوربرو ونادي يورغوردينس.

## وصلات خارجية
- بير جوهانسون على موقع اتحاد السويد (السويدية)
- بير جوهانسون على موقع قاعدة بيانات كرة القدم.إي يو (الإنجليزية)